# FM 가요응접실
FM 가요응접실은 1989년 4월 10일부터 2006년 4월 23일까지 17년간 춘천MBC FM4U(FM 94.5MHz)에서 매일 오후 4시부터 저녁 6시까지 방송했던 대중음악 전문 라디오 프로그램이다.

## 역대 DJ
- 1대 : 이유원 아나운서
- 2대 : 신동윤 아나운서
- 3대 : 김수경 아나운서

## 같이 보기
- 춘천문화방송
- MBC FM4U
- 가요응접실

| 춘천MBC FM4U              |                     |                   |
| 이전                      | FM 가요응접실       | 다음              |
| 2시의 데이트 윤종신입니다 | FM 가요응접실       | 배철수의 음악캠프 |
| 오후 2시 ~ 오후 4시       | 오후 4시 ~ 저녁 6시 | 저녁 6시 ~ 밤 8시 |
| 전국방송                  | 춘천권 방송         | 전국방송          |

## 역대 프로그램
| 춘천MBC FM4U 역대 프로그램 | 춘천MBC FM4U 역대 프로그램                        | 춘천MBC FM4U 역대 프로그램                        |
| 이전 작품                  | 작품명                                            | 다음 작품                                         |
| -------------------------- | ------------------------------------------------- | ------------------------------------------------- |
| -                          | FM 가요응접실 (1989년 4월 10일 ~ 2006년 4월 23일) | 오후의 재발견 (2006년 4월 24일 ~ 2009년 4월 19일) |